# Miramar (novela)
Miramar es una novela de Naguib Mahfuz, escritor egipcio galardonado con el Premio Nobel de Literatura. Fue escrita en 1967, traducida al inglés en 1978 y al español en el 2000.

## Resumen
La novela tiene lugar en la Alejandría de los años 60, en la Pensión Miramar. La novela sigue las interacciones de los residentes en la pensión, su propietaria griega, Mariana, y su sirvienta. Las interacciones de todos los residentes giran alrededor de Zohra, una hermosa campesina que ha abandonado su vida en el pueblo. Cada personaje revela sus afecciones hacia Zohra y se muestran las tensiones y celos provocados. La historia es redactada en 4 tiempos desde la perspectiva de cada residente, permitiendo al lector comprender la realidad de la vida egipcia posrevolucionaria.

## Simbolismo
Como muchas novelas de Naguib Mahfuz, Miramar mantiene su simbolismo. El personaje de Zohra ha sido propuesto como símbolo del ideal de mujer moderna egipcia. Ella trabaja duro y es honesta, pero no ha tenido educación y debe enfrentarse a constantes problemas. Aparece en la novela la influencia europea, los nacionalistas egipcios (Partido Wafd), la rica clase adinerada, y los Hermanos Musulmanes.
- Datos: Q339908